# Свідок обвинувачення та інші історії
«Свідок обвинувачення та інші історії» (англ. The Witness for the Prosecution and Other Stories) — збірка оповідань англійської письменниці Агати Крісті. Вперше опублікована у США видавництвом Dodd, Mead and Company у 1948 році. Збірка не видавалась у Великій Британії.
Деякі з творів у цій книзі написани не у детективному, а в містичному жанрі.

## Оповідання
1. Свідок обвинувачення (англ. The Witness for the Prosecution)
2. Нещасний випадок (англ. Accident)
3. Четвертий чоловік (англ. The Fourth Man)
4. Таємниця блакитної вази (англ. The Mystery of the Blue Jar)
5. Таємниця іспанської шалі (англ. The Mystery of the Spanish Shawl)
6. Котедж солов'їв (англ. Philomel Cottage)
7. Червоний сигнал (англ. The Red Signal)
8. Другий гонг (англ. The Second Gong)
9. Пісенька про шість пенсів (англ. Sing a Song of Sixpence)
10. S.O.S. (англ. S.O.S.)
11. Коли існує заповіт (англ. Where There's a Will)
12. Пуаро й таємниця регати (англ. Poirot and the Regatta Mystery)